# Smorodșciîna, Ciutove
Smorodșciîna (în ucraineană Смородщина) este un sat în comuna Zelenkivka din raionul Ciutove, regiunea Poltava, Ucraina.

## Demografie
Componența lingvistică a localității Smorodșciîna
     Ucraineană (95,09%)
     Rusă (4,52%)
     Alte limbi (0,39%)
Conform recensământului din 2001, majoritatea populației localității Smorodșciîna era vorbitoare de ucraineană (95,09%), existând în minoritate și vorbitori de rusă (4,52%).